# Orgue de la cathédrale Saint-Fulcran de Lodève
L'orgue de la cathédrale Saint-Fulcran de Lodève est protégé par un buffet de style rocaille, un des plus beaux du Midi de la France. 
Il fait partie des « Sept merveilles organistiques de l'Hérault » avec les instruments : 
- l'orgue Jean-François L'Epine-Joseph Merklin de la cathédrale Saint-Pierre de Montpellier,
- l'orgue Dom Bedos-Puget de la basilique Notre Dame des Tables de Montpellier,
- l'orgue Lépine-Cavaillé-Coll de la collégiale Saint Jean de Pézenas,
- l'orgue Jean-Pierre Cavaillé de l'abbaye de Gellone à Saint-Guilhem-le-Désert,
- l'orgue Poncher Puget de la cathédrale Saint-Nazaire de Béziers
- l'orgue Jean-Baptiste Micot de l'ancienne cathédrale Saint-Pons-de-Cimiez à Saint-Pons-de-Thomières.

## Historique
Le buffet en chêne, de style Louis XV, remonte à l'orgue construit de 1752 à 1754 par Jean-François L'Epine, alors âgé de 20 ans : un « grand huit pieds » de 37 jeux sur 4 claviers et pédalier « à la française ». Sa réalisation fut sous-traitée au sculpteur Dominique Ferrère d'Asté près de Tarbes alors que le menuisier Louis Courdeau dit « Provençal », natif de Marseille, se vit confier la fabrication de tous les éléments en bois de l'instrument lui-même : la mécanique de transmission, les sommiers, les claviers, la soufflerie et les tuyaux en bois. 
Jean-François Lépine et son père François étaient occupés, à cette époque, à terminer l'orgue de Sarlat et reconstruire celui de Clermont-Ferrand et se réservaient donc la construction de la tuyauterie métallique, l'assemblage et l'harmonisation de l'instrument. Ce meuble fait partie des plus beaux buffets du Languedoc avec ceux de la cathédrale Saint-Pierre de Montpellier, de la collégiale Saint-Jean de Pézenas, de la cathédrale Saint-Pons de Saint-Pons-de-Thomières et de la cathédrale Saint-Théodorit d'Uzès.
Il faut ici narrer un épisode historique, rapporté par Norbert Dufourcq : dom Bédos de Celles, ami et soutien de la famille Lépine, qui avait, à titre d'expert, défendu le père lors du procès l'opposant aux Cordeliers de Toulouse, prit, cette fois, fait et cause pour le fils afin que lui soient reversés les acomptes pour les travaux déjà réalisés à Lodève, encaissés par son père, signataire du contrat à cause de sa minorité légale (la majorité étant, à cette époque fixée à 25 ans) alors que c'est bien lui qui avait effectué le travail.
L'orgue fut reçu le 22 octobre 1755 par dom Bédos et l'organiste Joseph Laguna, alors en poste à Béziers.
Sa composition, très complète, est typique du « grand huit pieds » classique, c'est-à-dire avec montre 8' et bourdon 16' au grand-orgue. Elle est précisément connue grâce au devis-marché originel, consultable en ligne sur le site des archives départementales de l'Hérault. On peut y relever quelques détails originaux de facture. Ainsi le sommier double du grand-orgue comporte pour chacune de ses parties 50 gravures dont 32 intercalées pour le récit qui n'a donc pas de sommier propre contrairement à l'écho.
Le grand-orgue possède des doubles gravures jusqu'à fa# 2 inclus, ce qui est singulier puisqu'il ne comporte ni montre ni anche 16'. D'autre part le jeu dénommé basse de viole ou viole de gambe est à deux rangs, 8 et 4 pieds, en tuyaux harmoniques, donc sonnant 4 et 2 pieds, avec pour la dernière octave, supérieure, un 8' ouvert et un 8' bouché. C'est une illustration flagrante de la connaissance, dès cette époque, des jeux octaviants (décrits par Dom Bedos dans son traité L'Art du facteur d'orgues), systématisés beaucoup plus tard par Aristide Cavaillé-Coll, notamment dans ses grands récits expressifs. Toujours dans le positif dorsal, la montre 8' commence en fait au sol1, le fa1 et le fa#1 étant des tuyaux en bois ouverts à l'intérieur du buffet. Le pédalier présente le grand ravalement au contre-fa uniquement pour les jeux d'anches et possède 2 sommiers de 32 gravures, donc 30 notes à double gravure.
Lépine entretint l'instrument jusqu'à son abandon de la facture d'orgue vers 1780. Bien qu'épargné pendant la Révolution, il périclita par manque d'entretien et dut subir des réparations par Grossi en 1813 et par Joseph Isnard en 1821. En 1837 une restauration fut confiée à l'organier montpellierain Prosper-Antoine Moitessier.
En 1882, l'instrument de Lépine disparait au profit d'une reconstruction complète par la maison Théodore Puget et fils de Toulouse qui livre un orgue de style romantique avec 36 jeux sur 3 claviers (au lieu de 4) de 56 notes et un pédalier « à l'allemande » de 27 notes. Il ne subsiste que quelques tuyaux dans le cornet et les bourdons du G.O., assez remaniés. Le positif de dos a été vidé de son contenu et son buffet réduit à une simple façade décorative pour permettre l'approfondissement du grand-corps sur une tribune elle-même peu profonde.
En 1974, le buffet est restauré par Mr Cassin des Beaux Arts et en 1975 l'instrument l'est aussi par la Manufacture Languedocienne de Grandes Orgues avec Edmond Costa comme harmoniste. À cette occasion, la Gambe et l'Unda Maris du positif sont remplacés par une cymbale et une sesquialtera, le Violoncelle 8' de pédale recoupé en flûte de 4, l'octave grave transformée en octave aigüe et la pression de l'instrument réduite. Placée désormais sous la direction de Charles Emmanuel Sarelot, la M.L.G.O. réalisa une restauration plus fondamentale en 2001 avec extension du pédalier à 30 notes et retour à la composition de 1882.
Cet orgue est classé Monument Historique, le buffet au titre immeuble par la liste de 1840, puis sa partie instrumentale au titre objet le 9 janvier 1998.

## Description

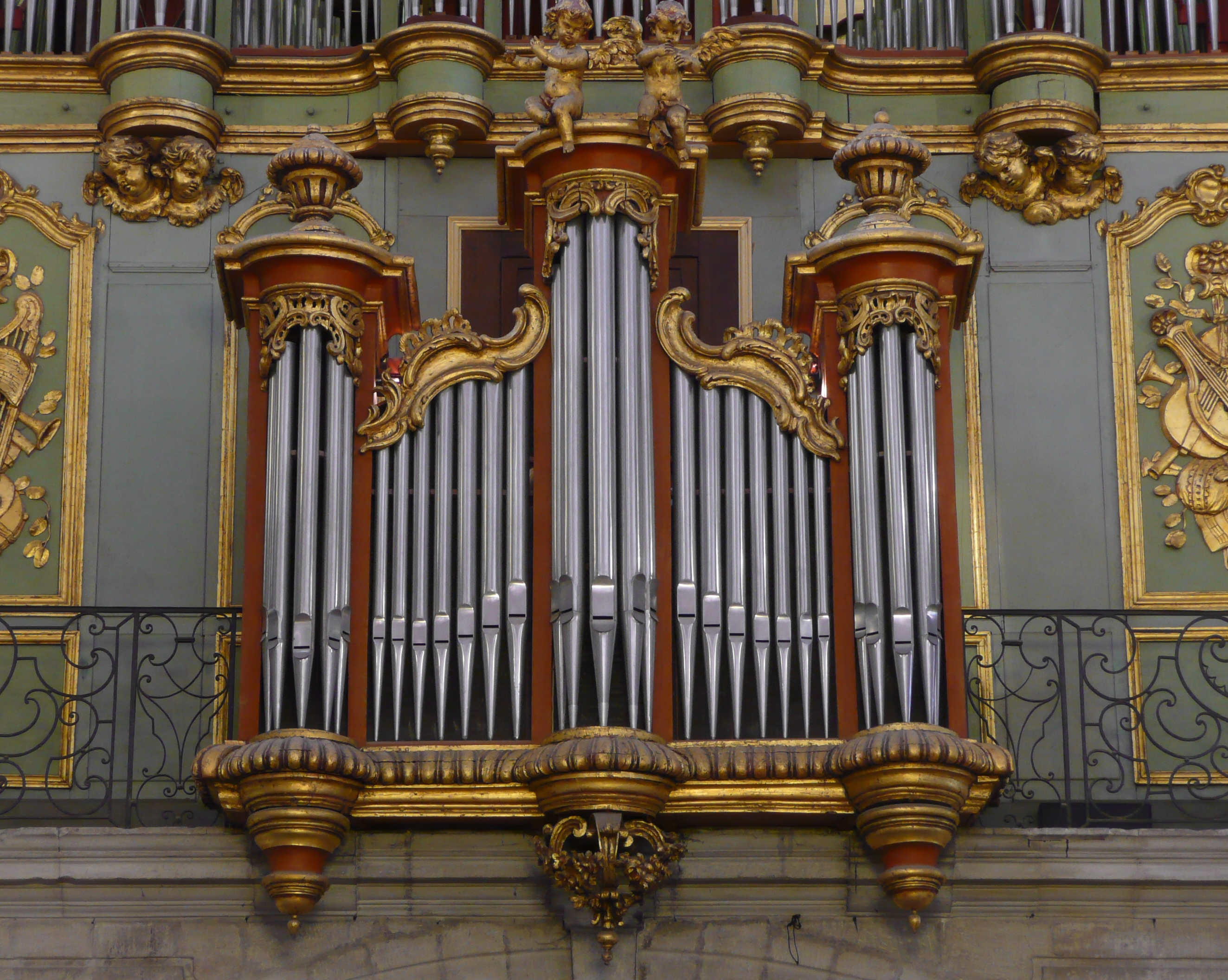

Le grand corps du buffet contient donc désormais l'ensemble de l'instrument, le positif et le récit étant chacun enfermé dans une boîte expressive. Il a été modifié dans sa partie centrale par Puget afin d'augmenter la largeur totale par adjonction d'une petite tourelle et d'une plate-face ; la façade originelle ne comportait donc que cinq tourelles, la plus petite au centre, selon la description de Jean-François L'Épine lui-même. La console, en fenêtre, est toujours celle de Puget avec le G.O. placé en premier. La transmission des notes est mécanique avec assistance pneumatique Barker pour les accouplements sur le G.O. et le tirage des jeux mécanique aussi par tirants classiques. Le pédalier est « à l'allemande » avec au-dessus les pédales à cuiller de combinaison : tirasses et accouplements pour tous les claviers, appels d'anches pour chaque plan sonore; et les deux pédales d'expression, à bascule. Les sommiers, en chêne, sont à gravures et registres coulissants : 2 diatoniques pour le G.O. ainsi que la Pédale, 1 chromatique pour le Positif et de même pour le Récit et sont à double laye. La soufflerie, alimentée par un ventilateur électrique, comporte deux paires de réservoirs à tables parallèles dans le soubassement, assurant l'alimentation de l'instrument sur deux pressions selon le système Cavaillé-Coll habituel. Les claviers du Positif et du Récit ainsi que la machine Barker sont alimentés par les réservoirs primaires, à la pression la plus haute.

## Composition de 1755
| I Positif dorsal             | II Grand-orgue               | III Récit             | IV Echo            | Pédale                             |
| ---------------------------- | ---------------------------- | --------------------- | ------------------ | ---------------------------------- |
| 50 notes,ut1 à ré5,sans ut#1 | 50 notes,ut1 à ré5,sans ut#1 | 32 notes,sol2 à ré5   | 34 notes,fa2 à ré5 | 34 notes,fa0 à ré3,pour les anches |
| Montre 8'                    | Montre 8'                    | Cornet V              | Cornet V           | 27 notes,ut1 à ré3,pour les flûtes |
| Prestant 4'                  | Prestant 4'                  | Trompette 8'          |                    | Flûte 8'                           |
| Doublette 2'                 | Doublette 2'                 | Hautbois 8'           |                    | Flûte 4'                           |
| Fourniture III               | Fourniture IV                |                       |                    | Trompette 8'                       |
| Cymbale III                  | Cymbale IV                   |                       |                    | Clairon 4'                         |
| Bourdon 8'                   | Bourdon 16'                  |                       |                    |                                    |
| Nazard 2'2/3                 | Bourdon 8'                   |                       |                    |                                    |
| Tierce 1'3/5                 | Gros nasard 5'1/3            |                       |                    |                                    |
| Larigot 1'1/3                | Grosse tierce 3'1/5          |                       |                    |                                    |
| Basse de viole II            | Nazard 2'2/3                 |                       |                    |                                    |
| Trompette 8'                 | Quarte 2'                    |                       |                    |                                    |
| Cromorne 8'                  | Tierce 1'3/5                 |                       |                    |                                    |
|                              | Grand cornet V (ut3)         | Tremblant fort        | Tremblant doux     |                                    |
|                              | Trompette 8'                 |                       |                    |                                    |
|                              | Clairon 4'                   | Acc. tiroir Pos./G.O. |                    |                                    |
|                              | Voix humaine 8'              |                       |                    |                                    |
|                              | Musette 8'                   |                       |                    |                                    |

## Composition relevée en 2001
| I Grand-Orgue             | II Positif          | III Récit           | Pédalier        |
| ------------------------- | ------------------- | ------------------- | --------------- |
| Montre 16'                | Principal 8'        | Viole de gambe 8'   | Contrebasse 16' |
| Montre 8'                 | Gambe 8'            | Voix céleste 8'     | Flûte basse 8'  |
| Bourdon 16'               | Flûte à cheminée 8' | Flûte harmonique 8' | Violoncelle 8'  |
| Bourdon 8'                | Unda maris 8'       | Flûte octaviante 4' | Bombarde 16'    |
| Prestant 4'               | Dulciane 8'         | Octavin 2'          | Trompette 8'    |
| Doublette 2'              | Doublette 2'        | Voix humaine 8'     |                 |
| Fourniture III - VIII rgs | Clarinette 8'       | Hautbois 8'         |                 |
| Salicional 8'             | Trompette 8'        | Trompette 8'        |                 |
| Flûte harmonique 8'       | Clairon 4'          | Clairon 4'          |                 |
| Cornet V rgs              |                     | Tremolo             |                 |
| Bombarde 16'              |                     |                     |                 |
| Trompette 8'              |                     |                     |                 |
| Clairon 4'                |                     |                     |                 |

Pédale d'orage, Tirasses GO,Pos,Réc, Appels d'anches Péd,GO,Pos,Réc, Accouplements GO/GO, Pos/GO, Réc/GO, Rés/Pos, Octaves Graves, Trémolo Récit.

## Sources
- Norbert Dufourcq, Le Livre de l'orgue français, tome III, la Facture, 2e partie, Picard,  (ISBN 2-7084-0031-2)
- Orgues en Languedoc-Roussillon, tome 3, l'Hérault, ARAM-LR chez EDISUD,  (ISBN 2-85744-314-5)
- Les Propos de maître Levasseur, Co-titulaire, recueillis lors des journées du Patrimoine 2009